# Фоти Керемедчиев
Фоти Керемедчиев е български революционер, деец на „Охрана“ по време на Втората световна война.

## Биография
Фоти Керемедчиев е роден в костурското село Личища, тогава в Османската империя, днес Поликарпи, Гърция. В началото на 1943 година се присъединява към „Охрана“ и е определен за ръководител на местния отряд в родното си село.
През 1944 година се включва в СНОФ и е определен за организационен секретар за Загоричанския район.